# 방임 수분

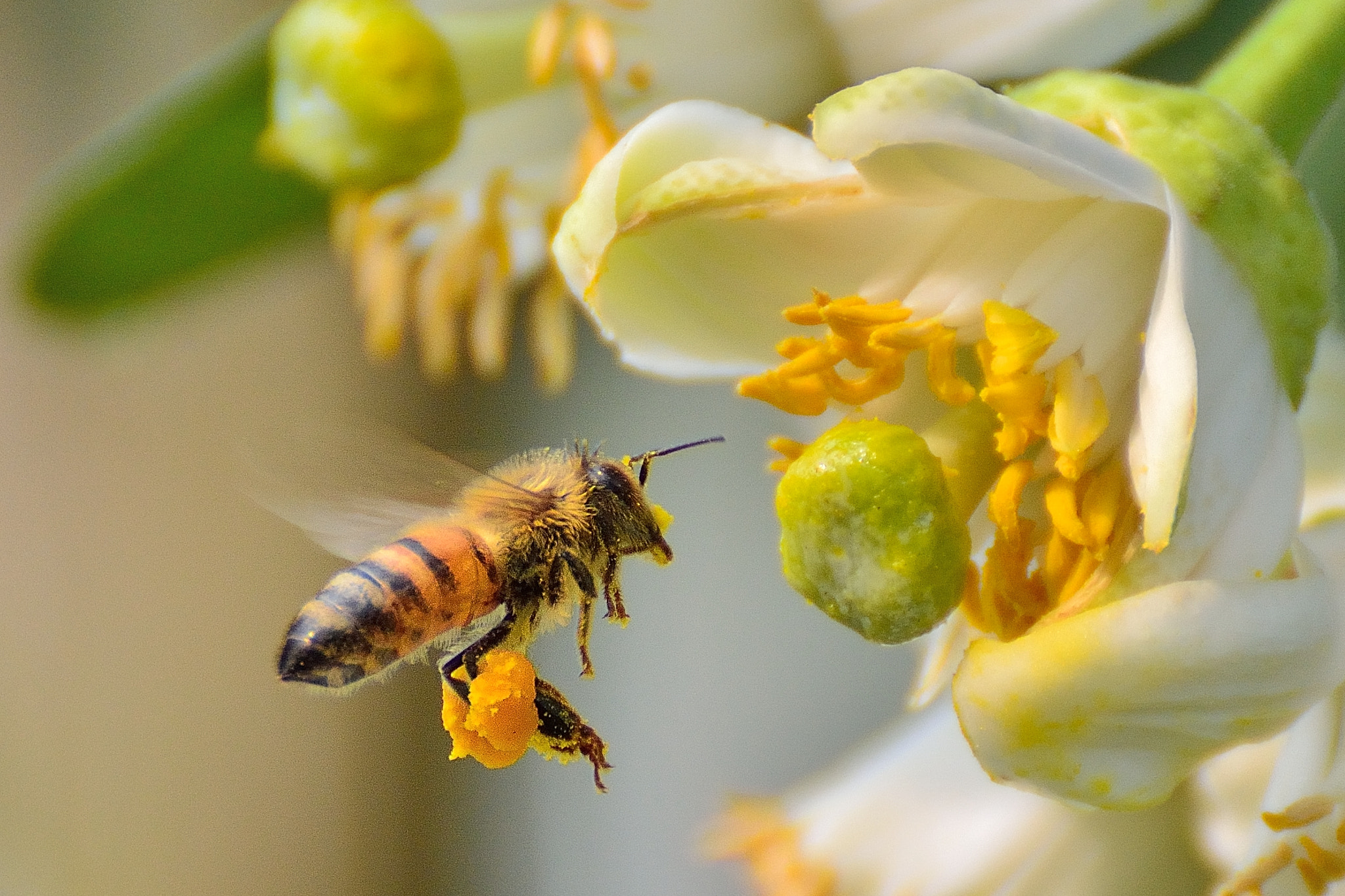
꽃가루를 옮기는 벌

방임 수분(放任受粉, uncontrolled pollination)은 사람의 개입 없이 바람 등 자연 현상이나 곤충과 새 등 꽃가루 매개자에 의해 이루어지는 수분을 말한다. 개방 수분(開放受粉, open pollination)이나 자연 수분(自然受粉, natural pollination) 등으로도 부른다.
1대 잡종 등 인공 교잡을 통한 품종 개량이 이루어진 종자와 달리, 방임 수분 식물의 씨를 심으면 보통 부모 식물과 같은 식물이 자라는데, 이는 자연 교잡이 일어나지 않는 이상 방임 수분 식물은 순종일 가능성이 크기 때문이다. 이 때문에 방임 수분 품종을 "고정 품종"이라 부르기도 한다. 물론 모계와 부계 조상을 모두 통제하는 인공적 관리 수분이나 자가 수분의 일종인 폐화 수분이 이루어질 때와 달리, 개화 수분 식물의 방임 수분 시에는 부계 조상(꽃가루의 출처)이 통제되지 않기 때문에 자연 교잡이 일어날 수 있으며, 이것이 생물 다양성에 기여하기도 한다. 그러나 주요 농작물을 비롯한 많은 식물에서 자가 수분이 이루어지기 때문에, 방임 수분 시 순종이 나올 가능성은 더욱 커진다. 농가에서 대대로 물려 내려오는 재래 종자가 이러한 특성을 보인다. 물론 순종 식물에서도 유전자 재조합이나 돌연변이 등으로 인한 이형주가 발생할 가능성은 존재한다.